# Változási vakság
A változási vakság a pszichológiában egy jól ismert jelenség, mely során egy vizuális ingerben történő változást a megfigyelő személyek figyelmen kívül hagynak, a változást nem detektálják.

## Kísérleti szemléltetés
A változási vakság jelensége természetes körülmények között, leginkább akkor fordulhat elő, mikor a változás pillanatában (a változással párhuzamosan) a megfigyelő személy éppen szemmozgást végez, vagy éppen pislog. Kísérleti környezetben a jelenséget különböző vizuális elterelőkkel érik el (fekete kép felvillantással…stb), úgy, hogy a változás pillanatában, a változást mintegy „elmaszkolva” alkalmazzák ezek egyikét. A változási vakságra egységesen jellemző az, hogy bizonyos esetekben, a megfigyelő személyeknek nagyon sokáig is eltarthat (akár több mint egy percig is) a változások detektálása, valamint a változásokat sokkal nehezebben fedezik fel, ha az nem a kép közepén, hanem valamelyik széléhez közeledve történik, valamint a kép előterében történő változást könnyebben felfedezik, mint a kép hátterében történő változásokat.

### Simons és Levin kísérlete
Életszerű szituációban történő változási vakságra jó példa Simons és Levin terepvizsgálat jellegű kísérlete: egy idegen megállít valakit az utcán, és megkérdezi, miként lehet eljutni valahova. Mialatt magyarázunk, két munkás közlekedik egy ajtóval, és elmegy közöttünk. Amíg az ajtó eltakarja az idegent, egy másik idegen lép a helyére. Az embereknek mintegy a fele nem veszi észre a cserét. https://www.youtube.com/watch?v=FWSxSQsspiQ

#### Fernandez-Duque és Thorton kísérlete
Más kísérleti alkalmazásában a jelenséget Fernandez-Duque és Thorton (2003) vizsgálta kísérletben. Kutatásukban azt tapasztalták, hogy hiába nem veszik észre a személyek a változást, tudat alatt, az befolyásolja döntéseiket. A kísérletben kísérletében nyolc kis téglalapot mutattak be, majd utána újabb nyolcat, melyben az egyik kis téglalap orientációja megváltozott (pl.: az első bemutatásban vízszintes volt a másodikban függőleges lett). A bemutatás időrendje megfelelt a változási vakságnak, a k.sz.-ek általában nem vették észre a változást. Ezután következett a teszthelyzet, melyben az egyik négyszög világossá változott és reakció idő helyzetben el kellett döntenie a kísérleti személyeknek, hogy ez függőleges vagy vízszintes. Az eredmények szerint az észrevétlen változás befolyásolta a döntést, annak implicit detekciója megtörtént. Ha a tesztinger megegyezett a változás eredményével – azaz pl. ha vízszintesből függőleges lett és a kis világító négyszög is függőleges volt – akkor a hibázások száma és a RI is csökkent. Ez a pozitív priming helytől független, azaz a változás helyének (átfordult négyszög) nem kellett megegyeznie a tesztinger (világító négyszög) helyével!

### A változási vakság lehetséges magyarázatai
Ennek tudatos detekció hiányának és egyben a változási vakság lehetséges magyarázatai a következőek:
1. A képekről nem alakul ki emlékezeti reprezentáció, hiszen az észlelőrendszernek nincs is szüksége ilyenekre, mert a stabil vizuális világ állandóan rendelkezésre áll „ott kinn”. Emlékezeti reprezentáció csak ott alakul ki, ahol figyelmi folyamatok működnek! (ez egyfajta radikális álláspont: O’Regan, 1999)
2. A Simons és mts-ai (2002) által képviselt kevésbé radikális álláspont szerint reprezentációk kialakulnak ugyan, ám ezek a figyelem hiányában nem kerülnek összehasonlításra. Cáfolják a fentebbi radikális álláspontot, ugyanis számos bizonyíték van arra, hogy figyelmi folyamatok nélkül is kialakulnak olyan reprezentációk, melyek befolyásolják a viselkedést.
3. Kialakul reprezentáció és az összehasonlítás is megtörténik, de ez nem jut el a tudatos szintig, figyelmi folyamatok hiányában rejtve marad.

## Kísérleti paradigmák

### Vizuális elterelők
A legnépszerűbb kísérleti paradigma, az úgy nevezett felvillanás eljárás. Az ilyen kísérletekben a részt vevő személyeknek úgy kell megtalálniuk két látszólag hasonló kép között a különbséget, hogy a két kép nagyon gyorsan váltakozik és ráadásul a váltás pillanatában egy villanás is történik. Ilyen esetekben a legnagyobb változásokat is (pl.: egy nagyobb terület színének kicserélése az inverzére, egy nagyobb tárgy áthelyezése) nehéz felfedezni.

### "Sárfoltok"
Hasonlóan népszerű az úgynevezett „sárfoltok” [mudsplashes] vagy pacákat alkalmazó kísérleti eljárások. Ezekben az esetekben a kutatók a változás pillanatában a képen megjelenítenek a képen véletlenszerűen elhelyezett foltokat, pacákat. Ezek a „pacák”, mint vizuális tranziensek indukálják a változási vakságot. A kísérleti eljárást egy életszerű helyzet ihlette. Az autók szélvédőjére hirtelen rákerülő sárfoltok akadályozhatják a sofőröket a vezetésben és az útviszonyokban bekövetkezett változások detektálásában (innen az angol mudsplashes kifejezés).

## Neuroanatómiai[5]
A modern fMRI eljárásoknak köszönhetően felfedezésre kerültek a változási vakság során aktív agyi területek. A kutatók megkülönböztetik az eredményeket az alapján, hogy a kísérletben részt vevő személy felismerte-e a változást, avagy sem. A következő agyi területek aktívak felismert változás során: a jobb oldali parietális és dorsolaterális prefrontális kéreg, a pulvinar, a cerebellum. Fontos megemlíteni, hogy a fentebb említett agyi területeket, felelnek a tudatos éberségért is. Olyan esetekben, mikor a személyek tudatosan nem ismerték fel a változást, szintén a jobb oldali parietális és dorsolaterális preforntális kéregben mutattak ki aktiválódást a változás felismeréséhez, mindössze annyi hiányzott, hogy az információ a tudatosság szintjére lépjen és ehhez a poszterior parietális lebeny aktiválódása szükséges elsősorban, hiszen ez az agyi terület felelős a képi ingerek feldolgozásáért és rövidtávú tárolásáért (a két kép összehasonlításáért is).

## Külső hivatkozások
1. ↑  [Csépe V, Győri M, Ragó A 2007. Általános pszichológia I. Észlelés és figyelem. Osiris kiadó, Budapest]
2. 1 2 3  [Kevin O’Regan, Ronald A. Rensink, James J. Clark (1999) Change-blidness as a result of mudsplashes, Nature, 398, 34]
3. ↑  [Simons, Daniel J.; Levin, Daniel T. (1998), Failure to detect changes to people during a real-world interaction, "Failure to detect changes to people during a real-world interaction",Psychonomic Bulletin and Review 5 (4): 644–649]
4. 1 2  [Fernandes-Duque, D. – Thornton, I.M. (2003) Explicit mechanism do not account of implicit localization and identification of change: An empirical replay to Mitroff et al. (2002). Journal of Experimental Psychology: Human Perception and Performance, 29, 846-858]
5. ↑  [Diane M. Beck, Geraint Rees, Christopher D. Frith and Nilli Lavie (2001) Neural Correlates of change detection and change blidness, Nature Neuroscience, 4 no 6, 645-650]

## Ajánlott olvasmányok
- Anna Loussouarn, Damien Gabriel, Joëlle Proust (2011) Exploring the informational sources of metaperception: The case of Change Blindness Blindness, Consciousness and Cognition, 20, 4, 1489-1501
- Michael E. Silverman, Arien Mack (2006) Change blindness and priming: When it does and does not occur, Consciousness and Cognition, 15, 2, 409-422